# Georg Buschner
Georg Buschner (ur. 26 grudnia 1925 w Gerze, zm. 12 lutego 2007 w Jenie) – niemiecki piłkarz (NRD), trener. Twórca największych sukcesów NRD-owskiego futbolu.

## Kariera piłkarska
Jako zawodnik reprezentował barwy klubów: 1. SV Gera i SC Motor Jena. W barwach Motor Jeny wystąpił w 69 meczach DDR-Oberligi. Karierę piłkarską zakończył w1958 roku.
W latach 1954–1957 sześć razy wystąpił w reprezentacji NRD.

## Kariera trenerska

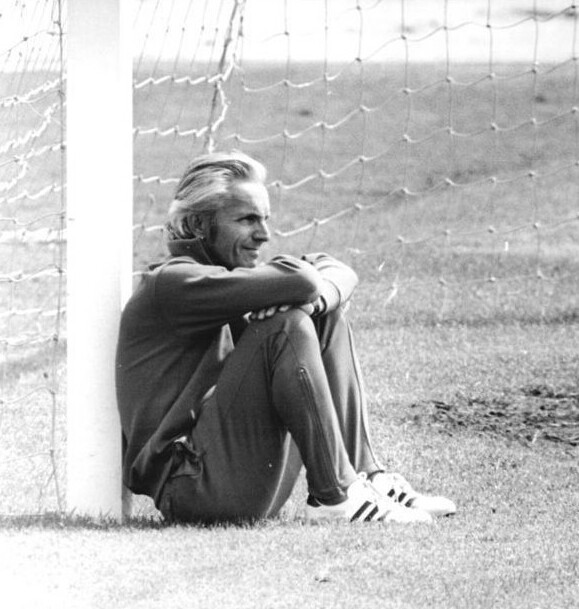
Georg Buschner podczas MŚ 1974

Po zakończeniu kariery zawodniczej Georg Buschner został w SC Motor Jena, gdzie w latach 1958–1970 był trenerem tego klubu. W ciągu 12 lat pracy z tym klubem odniósł największe sukcesy w jego historii. Trzykrotnie zdobył mistrzostwo NRD (1963, 1968 i 1970) a także sięgnął po Puchar NRD w edycji 1960.
W 1970 roku został trenerem reprezentacji narodowej NRD, gdzie również jest twórcą jej największych sukcesów. Na Igrzyskach Olimpijskich 1972 w Monachium zdobył z drużyną brązowy medal, a cztery lata później w Montrealu 1976 jego podopieczni sięgnęli po złoto, pokonując obrońców tytułu – reprezentację Polski (3:1).
Georg Buschner jest również jedynym trenerem reprezentacji NRD, który awansował z nią do mistrzostw świata. Jedyny występ NRD-owskich na mundialu miał miejsce w RFN 1974. W fazie grupowej zajęli 1. miejsce, pokonując m.in. RFN (1:0) w jedynym w historii meczu tych dwóch reprezentacji.
Z funkcji selekcjonera reprezentacji NRD zrezygnował po nie zakwalifikowaniu się do Mistrzostw Świata 1982 w Hiszpanii oraz również zakończył karierę trenerską. Jego bilans z reprezentacją: 116 meczów – 65 zwycięstw – 28 remisów – 23 porażki.

## Sukcesy szkoleniowe

### SC Motor Jena
- Mistrz NRD: 1963, 1968, 1970
- Puchar NRD: 1960

### Reprezentacja NRD
- II runda mistrzostw świata: 1974
- Mistrz olimpijski: 1976
- Brązowy medal igrzysk olimpijskich: 1972

## Życie prywatne
Był żonaty z Sonją, z którą miał dwóch synów i trójkę wnuków. Zmarł na raka prostaty 12 lutego 2007 w Jenie w wieku 81 lat.
Pogrzeb odbył się w Jenie 16 lutego 2007 roku. Obecni na nim byli podopieczni Buschnera z reprezentacji NRD m.in. Hans Meyer, Jürgen Sparwasser, Joachim Streich, Michael Strempel, Lothar Kurbjuweit, Harald Irmscher, Bernd Stange, Rainer Schlutter, Ulrich Göhr oraz inne osoby związane z NRD-owskim futbolem.